# La Vie secrète d'une ado ordinaire
La Vie secrète d'une ado ordinaire (The Secret Life of the American Teenager) est une série télévisée américaine en 121 épisodes d'environ 42 minutes, créée par Brenda Hampton et diffusée entre le 1er juillet 2008 et le 3 juin 2013 sur ABC Family.
Au Canada, la première saison a été diffusée à partir du 3 septembre 2008 sur Citytv,, les deuxième et troisième saisons à partir du 7 décembre 2009 sur MuchMusic, puis les deux dernières à partir du 26 mars 2012 sur ABC Spark,.
En France, la série a été diffusée partiellement à partir du 9 juin 2009 sur Canal+ Family puis la diffusion a été reprise intégralement par TF6 sous son titre original à partir du 26 mars 2010 puis elle a été rediffusée à partir du 27 juin 2013 sur Chérie 25.
En Suisse, elle a été diffusée à partir du 11 mars 2010 sur TSR1, au Québec à partir du 23 août 2010 sur VRAK.TV, et en Belgique, depuis le 7 septembre 2014 sur RTL-TVI ainsi que depuis le 22 avril 2015 sur Plug RTL.

## Synopsis
Cette série met en scène Amy Juergens, une adolescente belle et douée de 15 ans, qui joue dans un orchestre et qui découvre qu'elle est enceinte de Ricky, le batteur du lycée, âgé d'un an de plus qu'elle. Son entourage, affecté par la nouvelle, tente de s'adapter, faisant remonter à la surface les secrets des uns et des autres.

## Distribution

### Acteurs principaux
- Shailene Woodley (VF : Jessica Monceau) : Amy Juergens
- Daren Kagasoff (VF : Alexis Tomassian) : Richard « Ricky » Underwood
- Megan Park (VF : Karine Foviau) : Grace Kathleen Bowman
- Francia Raisa (VF : Marie Tirmont) : Adriana « Adrian » Lee
- Ken Baumann (VF : Thomas Sagols) : Benjamin « Ben » Boykewich
- India Eisley (VF : Camille Donda) : Ashley Juergens (saisons 1 à 4, invitée saison 5)
- Greg Finley (VF : Fabrice Fara) : Jack Pappas
- Molly Ringwald (VF : Juliette Degenne) : Anne Juergens (saisons 1 à 4, invitée saison 5)
- Mark Derwin (en) (VF : Pascal Germain) : George Juergens (saisons 1 à 4, invité saison 5)
- Steve Schirripa (VF : Gérard Surugue) : Leo Boykewich (saisons 3 à 5, récurrent saisons 1 et 2)
- Jorge-Luis Pallo (VF : Xavier Fagnon) : Marc Molina (saison 1, invité saison 2)
- Michael Grant (VF : Arthur Pestel) : Ethan (saison 5, récurrent saison 4)
- Cierra Ramirez : Kathy (saison 5)

### Acteurs récurrents

#### Introduits lors de la saison 1
- Renee Olstead (VF : Caroline Pascal) : Madison Cooperstein
- Camille Winbush (VF : Chantal Baroin) : Lauren Treacy
- Josie Bissett (VF : Isabelle Maudet) : Kathleen Bowman
- John Schneider (VF : Nicolas Marié) : Dr Marshall Bowman
- Luke Zimmerman (VF : Yannick Blivet) : Tom Bowman
- Amy Rider (VF : Geneviève Doang) : Alice Valko
- Allen Evangelista (VF : Alexandre Nguyen) : Henry Miller
- Ernie Hudson (VF : Daniel Beretta) : Dr Ken Fields
- Andrew McFarlane (VF : Taric Mehani) : Jason Treacy
- Paola Turbay (VF : Gaëlle Savary) : Cindy Lee
- Gia Mantegna (VF : Alice Taurand) : Patty
- Chasen Joseph Schneider (VF : Janieck Blanc) : Joe Hampton
- L. Scott Caldwell (VF : Françoise Vallon) : Margaret Shakur
- Tom Virtue (VF : Michel Voletti) : le révérend Sam Stone
- Alex Boling (VF : Fabien Jacquelin) : Donovan
- Alice Hirson (VF : Nicole Favart) : Mimsy Scott Levy
- Philip Anthony-Rodriguez (VF : Bruno Choël) : Ruben Enriquez
- Jennifer Coolidge (VF : Laurence Crouzet) : Betty Boykewich
- Brian George (VF : Claude Larry) : Dr Sanjay Shakur
- R.J. Cantu (VF : Benjamin Tribes) : Mac
- Larry Sullivan (VF : Laurent Morteau) : Leon
- Little JJ (VF : Tony Marot) : Duncan
- Bianca Lawson (VF : Fily Keita) : Shawna
- Zachary Abel (VF : Damien Ferrette) : Max
- Michelle Marks (VF : Philippa Roche) : Tammy
- Jared Kusnitz (VF : Maël Davan-Soulas (saison 1) puis Anatole Thibault) : Toby
- Ben Weber (VF : Marc Perez) : David Johnson

#### Introduits lors de la saison 2
- Kathy Kinney (VF : Sophie Lepanse) : Bunny, employé de Leo Boykewich
- Brando Eaton (VF : Thierry D'Armor) : Griffin
- Reid Scott (VF : Didier Cherbuy) : Dr Jeff Tseguay
- Austin Stowell (VF : Stanislas Forlani) : Jesse
- Mayim Bialik (VF : Vanina Pradier) : Dr Wilameena Bink
- Jordan Monaghan (VF : Célia Charpentier) : Maria Mancini
- Shane Coffey (VF : Paolo Domingo) : Jimmy Nash
- Michelle Krusiec (VF : Yumi Fujimori) : Emily Cooperstein
- William R. Moses (VF : Jean-Louis Rugarli) : Morgan Cooperstein
- Kristin Bauer van Straten (VF : Diane Pierens) : Didi Stone
- Dawnn Lewis (VF : Maïté Monceau) : Deborah Treacy
- Mackenzie Rosman (VF : Alice Taurand) : Zoe
- Mitch Rouse (VF : Éric Marchal) : Josh Nash
- Grant Harvey (VF : Yoann Sover) : Grant
- Anne Ramsay (VF : Martine Irzenski) : Nora Underwood

#### Introduits lors de la saison 3
- Scott Klace (VF : Philippe Dumond) : Milton
- Kelly Thiebaud (VF : Adeline Moreau) : Karlee
- Beverley Mitchell (VF : Sylvie Jacob) : Kaitlin O'Malley
- Randy Wayne (VF : Joachim Salinger) : Frank
- Ion Overman (VF : Nathalie Gazdic) : Ollie
- Tricia O'Kelley (VF : Françoise Rigal) : Camille Boykewich
- Annie Tedesco (VF : Léna Bréban) : Rachel

#### Introduits lors de la saison 4
- Sinqua Walls (VF : Tony Marot) : Daniel
- DeVaughn Nixon (VF : Fabien Gravillon) : Omar
- Ana Lucasey (VF : Leslie Lipkins) : Dylan
- Christian Serratos (VF : Émilie Alexandre) : Raven
- Valerie Tian (VF : Sophie Froissard) : Wendy

### Version française
- - Société de doublage : Dubbing Brothers[12]
  - Direction artistique : Martine Meirhaeghe[12]
  - Adaptation française : Alexa Donda[12], Pascale Gatineau, Emmanuelle Ogouz et Stéphanie Ponchon[réf. souhaitée]

 Source et légende : version française (VF) sur RS Doublage et Doublage Séries Database